# Cicha Noc? cz.1
Cicha Noc? cz. 1 - singel Liroya, który swoją premierę miał na portalu Koniaczek dnia 24 grudnia 2008 roku.

## Lista utworów
1. Cicha Noc? cz. 1 (Main Rough Mix)
2. Cicha Noc? cz. 1 (Art of Beatbox Mix)